# Фемтотехнология
Фемтотехнология — термин, используемый для обозначения гипотетической технологии структурирования вещества в масштабах фемтометра, который составляет 10−15 м. Это меньший масштаб по сравнению с нанотехнологиями и пикотехнологиями, которые относятся к масштабам 10-9 м и 10−12 м соответственно.

## Теория
Работа в диапазоне фемтометров включает манипулирование возбужденными энергетическими состояниями внутри атомных ядер, в частности ядерных изомеров, для получения метастабильных (или иным образом стабилизированных) состояний с необычными свойствами. В крайнем случае рассматриваются воздействие на возбужденные состояния отдельных нуклонов, из которых состоит атомное ядро (протоны и нейтроны), с целью адаптации поведенческих свойств этих частиц.
Предполагается, что наиболее продвинутая форма молекулярной нанотехнологии включает в себя самореплицирующиеся молекулярные машины, и выдвигались некоторые предположения о том, что нечто подобное может быть возможно с аналогами молекул, состоящих из нуклонов, а не атомов. Например, астрофизик Фрэнк Дрейк однажды размышлял о возможности самовоспроизводящихся организмов, состоящих из таких ядерных молекул, обитающих на поверхности нейтронной звезды, — предложение, взятое в научно-фантастическом романе «Яйцо Дракона» физика Роберта Форварда. Физики считают, что ядерные молекулы возможны, но они будут очень недолговечными. Можно ли практически создать такие молекулы для выполнения сложных задач, таких как самовоспроизведение, и какой тип технологии может использоваться для манипулирования ими, неизвестно.

## Приложения
В настоящее время практические применения фемтотехнологий маловероятны. Разрывы между уровнями энергии ядер требуют оборудования, способного эффективно генерировать и обрабатывать гамма-лучи без ухудшения качества оборудования. Природа сильного взаимодействия такова, что возбужденные ядерные состояния имеют тенденцию быть очень нестабильными (в отличие от возбужденных электронных состояний в ридберговских атомах), и существует конечное число возбужденных состояний ниже энергии связи ядра, в отличие от (в принципе) бесконечного число связанных состояний, доступных для электронов атома. Точно так же то, что известно об возбужденных состояниях отдельных нуклонов, по-видимому, указывает на то, что они не приводят к поведению, которое каким-либо образом облегчает использование или управление нуклонами, и указывает на то, что эти возбужденные состояния ещё менее стабильны и их меньше, чем возбужденных состояний атомных ядер.

## В художественной литературе
Фемтотехнология играет важную роль в научно-фантастическом романе 2005 года «Pushing Ice».